# Équipe de Suisse masculine de kayak-polo
L'équipe de Suisse masculine de kayak-polo est l'équipe représentant la Suisse dans les compétitions masculines de kayak-polo.
Elle est constituée d'une sélection des meilleurs joueurs suisses.
Elle n'a remporté aucun titre majeur comme les championnats d'Europe ou les championnats du monde.

## Palmarès

### Parcours aux championnats d'Europe
- 1995 : 9e
- 1997 : 11e
- 1999 : 12e
- 2001 : 8e
- 2003 : Non qualifié
- 2005 : 8e
- 2007 : 7e
- 2009 : 5e
- 2011 : 7e
- 2013 : 6e
- 2015 : 5e
- 2017 : 4e
- 2019 : 5e
- 2021 : 8e
- 2023 : À venir

### Parcours aux championnats du monde
- 1994 : Non qualifié
- 1996 : Non qualifié
- 1998 : 11e
- 2000 : 10e
- 2002 : 9e
- 2004 : 12e
- 2006 : 11e
- 2008 : 9e
- 2010 : 4e
- 2012 : 9e
- 2014 : 6e
- 2016 : 6e
- 2018 : 13e
- 2020 : Annulé
- 2022 : 9e